# Хризостом (Кавуридис)
Митрополи́т Хризосто́м (греч. Μητροπολίτης Χρυσόστομος Καβουρίδης; 13 ноября 1870, Мадитос, Османская империя — 7 сентября 1955, Афины, Греция) — епископ Константинопольской православной церкви; митрополит Флоринский (1926—1932).
Основатель «флоринитской» ветви греческого старостильного движения, в которой 15 (28) мая 2016 года был канонизирован в лике исповедников.

## Биография
Родился 13 ноября 1870 года в благочестивой семье Георгия и Мельпомены Кавуридис в городе Мадитос, в Восточной Фракии, на полуострове Галлиполи. Начальное образование получил в Мадитосе, а затем поступил в Богословскую семинарию на острове Халки, которую окончил в 1901 году.
С 1906 года периодически публиковал свои проповеди в церковном журнале «Εκκλησιαστική Αλήθεια» и патриархом Константинопольским Иоакимом III был хиротонисан во диакона, став третьим по старшинству патриаршим диаконом (тритевон). Позднее состоялось рукоположение его во пресвитера и назначение проповедником в Панорму.

## Епископское служение
31 июля 1908 года Священный синод Константинопольского патриархата избрал его для рукоположения в сан епископа и возведение в достоинство митрополита Имврского и Тенедского (остров Имврос в Эгейском море).
6 августа 1908 года четыре синодальных митрополита рукоположили его в сан митрополита Имврского.
9 июня 1912 года Священным Синодом Константинопольского патриархата он был избран митрополитом Пелагонийским (Битольский вилайет, в Македонии, в Османской империи).
Был одним из четырёх инициаторов проведения 16 мая 1921 года Архиерейского Совещания в Адрианополе в котором приняли участие 37 митрополитов и 4 клирика Константинопольского патриархата.
После избрания на Константинопольскую кафедру патриарха Мелетия IV (Метаксакиса), митрополит Хризостом был смещён с Пелагонийской митрополии и долгое время оставался без кафедры.
С 22 фквраля 1922 года по 17 ноября 1922 года был митрополитом Мельникским.
В 1925 году получил назначение в новообразованную Фильятескую и Гиромерийскую митрополию в пограничном греческом регионе рядом с Албанией. В 1926 году епархия была упразднена и её приходы присоединены к Парамитийской митрополии.
В 1926 году иерарха назначили управляющим Флоринской митрополией (с центром в городе Флорина на границе с городом Битола). В сентябре 1928 года епархии севера Греции («новых земель»), отвоёванные у турок в Балканских войнах и Первой мировой войне, перешли в двойное подчинение — Константинопольскому патриархату и Элладской православной церкви.
«Никто не может отрицать, что масонство и коммунизм впиваются своими ядовитыми кривыми ногтями в плоть и умы политических вождей и высших государственных чиновников, не говоря уже о церковнослужителях… Поэтому с таким церковным, государственным и общественным положением, всякая односторонняя попытка исцелить и усилить государство и Церковь окончится провалом, если предварительно не будет очищен национальный и политический горизонт от мрачных и отвратительных раковых опухолей масонства и коммунизма».
В 1929 году тяжело заболел и был госпитализирован в больницу, где оставался в течение трёх лет (в 1930 году подал прошение об увольнении на покой и пребывал на таковом положении с 9 октября 1932 года).

### Присоединение к старостильному движению
В мае 1935 года митрополит Хризостом вместе с митрополитом Димитриадским Германом (Мавроматисом) и митрополитом Закинфским Хризостомом (Димитриу) присоединился движению старокалендаристов и вместе с сомысленниками рукоположил четырёх архимандритов в архиерейский сан: 5 июня 1935 года Германа (Варикопулоса) во епископа Кикладского, 6 июня 1935 года Христофора (Хаджиса) во епископа Мегарийского, 7 июня 1935 года Матфея (Карпафакиса) во епископа Вресфенского. Также 7 июня 1935 года другими архиереями был рукоположен Поликарп (Лиосис) во епископа Диавлийского. Архиепископ Афинский Хризостом (Пападопулос) с трудом смог созвать церковный суд и обвинительный приговор против мятежных митрополитов был принят 9 голосами против 3 протестующих (в числе троих иерархов, выступивших за оправдание митрополита Хризостома (Кавуридиса) был митрополит Драмский Василий (Комвопулос)). Приговорённый к пятилетнему аресту в монастыре, митрополит Хризостом отбыл пятимесячное заключение, а в ноябре 1935 года в связи с приходом к власти короля Георга II освобождён.
В 1937 году митрополиты Димитриадский Герман и Флоринский Хризостом оставили провозглашённую ими в 1935 году экклезиологию и заявили, что они не являются иерархией независимой православной церкви, но продолжают оставаться скорее членами новостильной государственной церкви Греции, которую они рассматривали уже как их Церковь-мать и источник благодати, от которого благословляются и их таинства. В 1938 году оба митрополита подали прошение о принятии их назад в государственную Элладскую церковь и предоставлении им их прежних епархий, но это ходатайство было отклонено. Из-за смены идеологического курса с митрополитами прервали общение епископы Кикладский Герман и Вресфенский Матфей.
В 1943 году митрополит Хризостом прервал общение с митрополитом Димитриадским Германом, который снова подал прошение о принятии его в новостильную государственная церковь Греции, но умер в 1944 году прежде, чем его прошение было удовлетворено. По некоторым данным, в 1943 году митрополит Хризостом подавал прошение в Иерусалимский патриархат о принятии его и его группы в общение, но прошение это было отклонено, а митрополиту предложено быть принятым только в чине простого монаха.
В 1946 году митрополиты Диавлийский Поликарп и Мегарийский Христофор оставили государственную церковь и вступили в общение с митрополитом Флоринским Хризостомом.
В конце апреля 1947 года митрополит Хризостом провёл в Афинах всегреческий съезд старостильников, на котором говорил о пагубности папского влияния и календарной реформы, сославшись и на мнение дореволюционной Русской православной церкви.
3 января 1951 года было издано распоряжение № 45 либерального правительства Греции, состоящего из партий Софоклиса Венизелоса (сына Элефтериоса Венизелоса, бывшего премьер-министра) и Георгия Папандреу по которому начались преследования приверженцев старостильного движения. Митрополит Хризостом в пространном письме на имя Архиепископа Спиридона призывал прекратить преследование сторонников старого стиля, отказаться от «исправленного» календаря и тем самым восстановить единство церкви. 1 февраля 1951 года митрополит Хризостом был арестован и на полтора года отправлен под арест в монастырь Св. Иоанна на острове Лесбос. За старостильников вступился Патриарх Александрийский Христофор II (Даниилидис), но безрезультатно.
На досрочных выборах в сентябре 1951 года правительство Венизелоса — Папандреу потерпело поражение, 18 июля 1952 года митрополит Хризостом был освобождён и вернулся в Афины самолётом, хотя сотни храмов старостильников оставались опечатанными. В начале 1955 года митрополит Хризостом направил делегацию в личную канцелярию маршала Папагоса, к отставным военным генералу Карантзенису и адмиралу Сакеллариу с уведомлением, что деятели старостильного движения обратятся к Московскому патриархату за защитой. Правительство было вынуждено разрешить открыть опечатанные храмы старостильников.
Скончался 7 сентября 1955 года в Афинах. В Александрии панихиду по своему земляку отслужил Патриарх Александрийский Христофор II (Даниилидис).
15 (28) мая 2016 года был канонизирован Хризостомовским синодом ИПЦ Греции в лике исповедников.